# 北川弘治
北川 弘治（きたがわ ひろはる、1934年12月27日- ）は、日本の弁護士、元裁判官。最高裁判所判事を務めた。愛知県出身。2006年4月旭日大綬章受章。

## 人物
関西水俣病訴訟において、「国と熊本県はチッソを原因企業と認識できたのに排水規制せず、被害を拡大させたことは著しく不合理であり、違法である」とし、実質原告勝訴の判決を下したことで知られている。足利事件の冤罪判決を下した最高裁判事5名のうちの1人。

## 異動履歴
名古屋大学法学部卒業後は1957年（昭和32年）4月に第11期司法修習生、1959年（昭和34年）4月8日に東京地方裁判所・東京家庭裁判所判事補任官。判事補任官以降の経歴は以下の通り。
- 1959年（昭和34年）4月8日 - 1962年（昭和37年）4月8日：東京地方裁判所・東京家庭裁判所判事補[1]
- 1962年（昭和37年）4月9日 - 1962年（昭和37年）4月30日：東京簡易裁判所判事、東京地方裁判所・東京家庭裁判所判事補[1]
- 1962年（昭和37年）5月1日 - 1964年（昭和39年）3月31日：釧路簡易裁判所判事、釧路地方裁判所・釧路家庭裁判所判事補[1]
- 1964年（昭和39年）4月1日 - 1967年（昭和42年）4月4日：裁判所書記官研修所教官、東京簡易裁判所判事、東京地方裁判所・東京家庭裁判所判事補[1]
- 1967年（昭和42年）4月5日 - 1970年（昭和45年）3月31日：宮崎地方裁判所都城支部長、都城簡易裁判所判事[1]
- 1970年（昭和45年）4月1日 - 1972年（昭和47年）3月31日：最高裁判所調査官、東京地方裁判所・東京家庭裁判所判事、東京簡易裁判所判事[1]
- 1972年（昭和47年）4月1日 - 1973年（昭和48年）4月1日：最高裁判所事務総局行政局第三課長[1]
- 1973年（昭和48年）4月2日 - 1975年（昭和50年）4月9日：最高裁判所事務総局行政局第一課長兼第二課長兼最高裁判所事務総局広報課付[1]
- 1975年（昭和50年）4月10日 - 1977年（昭和52年）4月30日：最高裁判所事務総局行政局第一課長兼第三課長兼最高裁判所事務総局広報課付[1]
- 1977年（昭和52年）5月1日 - 1981年（昭和56年）5月14日：最高裁判所事務総局人事局給与課長[1]
- 1981年（昭和56年）5月15日 - 1983年（昭和58年）3月31日：東京地方裁判所部総括判事[1]
- 1983年（昭和58年）4月1日 - 1988年（昭和63年）4月4日：最高裁判所上席調査官[1]
- 1988年（昭和63年）4月5日 - 1988年（昭和63年）9月6日：東京高等裁判所判事[1]
- 1988年（昭和63年）9月7日 - 1990年（平成2年）5月9日：千葉家庭裁判所所長[1]
- 1990年（平成2年）5月10日 - 1994年（平成6年）12月20日：最高裁判所首席調査官[1]
- 1994年（平成6年）12月21日 - 1997年（平成9年）3月9日：東京家庭裁判所所長[1]
- 1997年（平成9年）3月10日 - 1998年（平成10年）9月9日：福岡高等裁判所長官[1]
- 1998年（平成10年）9月10日：最高裁判所判事[1]
- 2000年（平成12年）6月25日：最高裁判所裁判官国民審査において、罷免を可とする票543万1505票、罷免を可とする率9.41 %で信任[6]。
- 2004年（平成16年）12月26日：定年退官[1]
- 2006年（平成18年）4月29日：旭日大綬章を受章[7]。

## 担当審理
2000年（平成12年）2月4日、千葉・高知連続強盗殺人事件で第一審・控訴審で死刑判決を受けた被告人Kの上告を棄却する決定を出したため、被告人Kに対する死刑判決が確定した。
2004年（平成16年）6月25日、警察庁広域重要指定118号事件で第一審・控訴審で死刑判決を受けた被告人O・S・Kの上告を棄却する決定を出したため、被告人O・S・Kに対する死刑判決が確定した。
2004年（平成16年）9月10日、北國銀行背任事件で懲役2年6月、執行猶予4年の有罪判決を受けた北國銀行元頭取・本陣靖司の上告審で「被告が協会幹部と共謀し、協会に対する背任行為を実行したと認定するには、少なからぬ疑いが残る」として一・二審判決を破棄し、審理を尽くすために名古屋高裁に差し戻した。その後、2005年（平成17年）10月28日に名古屋高裁（川原誠裁判長）で無罪判決が言い渡され、名古屋高検が再上告を断念したため、無罪判決が確定した。